# Elektronenstreuung
Die Elektronenstreuung (in manchen Zusammenhängen auch Elektronenstoß genannt) ist eine verbreitete Untersuchungsmethode speziell in der Atom- und Kernphysik. Hierbei werden Elektronen an dem Coulombpotential des Atoms gestreut, zudem wechselwirken die Spins von Elektron und Kern miteinander. Aus der Analyse der gestreuten Elektronen erhält man den Formfaktor der Ladungsverteilung, was der Fouriertransformierten der Ladungsverteilung entspricht. Man unterscheidet zwischen elastischer und inelastischer Streuung.
Der differentielle Wirkungsquerschnitt beträgt:
{\displaystyle \left({\frac {\partial \sigma }{\partial \Omega }}\right)=\left({\frac {\partial \sigma }{\partial \Omega }}\right)_{\mathrm {Rutherford} }\left(1-\beta ^{2}\sin ^{2}{\frac {\theta }{2}}\right)}
Aufgrund der Elektronenstreuung konnten insbesondere am Anfang des 20. Jahrhunderts große Fortschritte in der Erforschung der Struktur der Materie gemacht werden. Siehe beispielsweise Rutherford-Streuung. Auch die Struktur des Protons wurde mithilfe von Elektronenstreuung untersucht.